# نجع عزوز
قرية نجع عزوز هي إحدى القرى التابعة لمركز دشنا في محافظة قنا في جمهورية مصر العربية. حسب إحصاءات سنة 2006، بلغ إجمالي السكان في نجع عزوز 11132 نسمة، منهم 5242 رجل و5890 امرأة.